# Groninger Beurtvaart
Groninger Beurtvaart N.V. was een beurtvaartrederij en vrachtwagenonderneming die in 1948 voortkwam uit een fusie tussen drie vergelijkbare bedrijven. De betrokken ondernemingen waren:
- Reederij J.H. van Swieten
- Groninger-Rotterdammer Stoomboot Maatschappij
- Groninger & Lemmer Stoomboot Maatschappij

In 1948 besloten de drie rederijen tot samenwerking, maar in 1952/53 kreeg de eerstgenoemde de aandelen van de andere twee in handen, waardoor het woord overname wellicht toepasselijker is.

## Voorgeschiedenis
Alle drie de ondernemingen waren actief in het transport tussen West- en Noord-Nederland. Het betrof beurtvaart, volgens een dienstregeling verricht vervoer langs vastgestelde trajecten. De betrokken rederijen waren opgericht in de tweede helft van de negentiende eeuw en verrichtten hun diensten van oorsprong met stoom- en later motorschepen. Onder druk van concurrerende vervoerders waren ze alle drie sinds de jaren 1930 ook actief met vervoer per vrachtwagen.
Vanaf 1896 was er met een zeker regelmaat onderling contact gezocht en werden ook weleens afspraken gemaakt over diensten of tarieven. Deze liepen meestal op niets uit, door verschillen in zakelijk inzicht en de persoonlijke verhoudingen tussen de betrokken directeuren. Aan het begin van de Tweede Wereldoorlog werden de rederijen enige tijd gedwongen om diensten af te stemmen teneinde te voorkomen dat er met halflege schepen werd gevaren. Opnieuw trachtte Van Swieten tot nauwere samenwerking te komen en opnieuw mislukte dat.

## Groninger Beurtvaart
Na de bevrijding was de positie van de beurtvaart aanzienlijk verslechterd ten opzichte van het vrachtvervoer over de weg. Ook bleven de exploitatiekosten maar stijgen en de concurrentie van de spoorwegen toenemen. In 1948 werden de diensten tussen Noord- en West-Nederland van de drie rederijen samengevoegd in de Groninger Beurtvaart N.V. i.o. Diensten op andere bestemmingen bleven buiten de samenwerking. Kantoren werden samengevoegd, dienstregelingen afgestemd en schepen in gezamenlijke exploitatie genomen. 

### Overnames
In 1952 kreeg Van Swieten onverwacht bijna alle aandelen van de Groninger-Rotterdammer in handen. Dat zette de onderlinge verhoudingen op scherp en even leek de samenwerking te mislukken. Tijdens daarop volgende onderhandelingen kwam Van Swieten in de gelegenheid ook de aandelen van de Groninger & Lemmer over te nemen. Op 5 oktober 1953 was de volledige fusie tussen de drie bedrijven een feit, onder de naam Groninger Beurtvaart N.V.
In het fusiejaar beschikte de rederij over 34 schepen, een aanzienlijk aantal voor die tijd:
- Achttien motorschepen met de naam Hunze, gevolgd door een nummer
- Vier motorschepen van Van Swieten, de Amstel I tot en met IV
- Drie schepen met de naam Groningen en drie die Lemmerboot heetten
- De pronkstukken van de Groninger & Lemmer: de Jan Nieveen en de Harm Nieveen
- Vier overige schepen

### Bestemmingen
Met de vloot werden onder meer dagelijkse diensten onderhouden van Amsterdam en Rotterdam op Groningen, zowel via Lemmer als 'buitenom'. Een wekelijkse dienst werd gevaren tussen Groningen en Hamburg en tweemaal per week voer men van Groningen naar Antwerpen en naar Brussel. Voor passagiers was de Lemmerboot een van de meest toonaangevende diensten.
Met vrachtwagens werden diensten onderhouden op Amsterdam, Rotterdam, Groningen, Deventer, Nijmegen en enkele plaatsen in België en Duitsland.
De vestiging in Groningen werd het hoofdkwartier van de GRSM aan de Oosterhamrikkade, betrokken in 1941. In Amsterdam werd voor de faciliteiten van Van Swieten gekozen.
In de loop van de jaren 1950 en 1960 moesten steeds meer diensten per schip gestaakt worden, ten gunste van diensten per vrachtwagen. Zo kwam in 1961 een eind aan de voorheen zo profijtelijke dienst op Bremen en Hamburg.

## Nedlloyd
Op enig moment kwam Van Swieten in handen van de Stoomvaart-Maatschappij Nederland die in 1970 opging in de Nedlloyd. Nedlloyd lijfde in 1977 Damco in en daarmee de eveneens uit de beurtvaart afkomstige fusiemaatschappij S.B.S. Van beurtvaart was inmiddels geen sprake meer: in de jaren 1960 was de laatste scheepvaartverbinding opgedoekt ten gunste van het transport over de weg.